# Jadwiga Chamiec

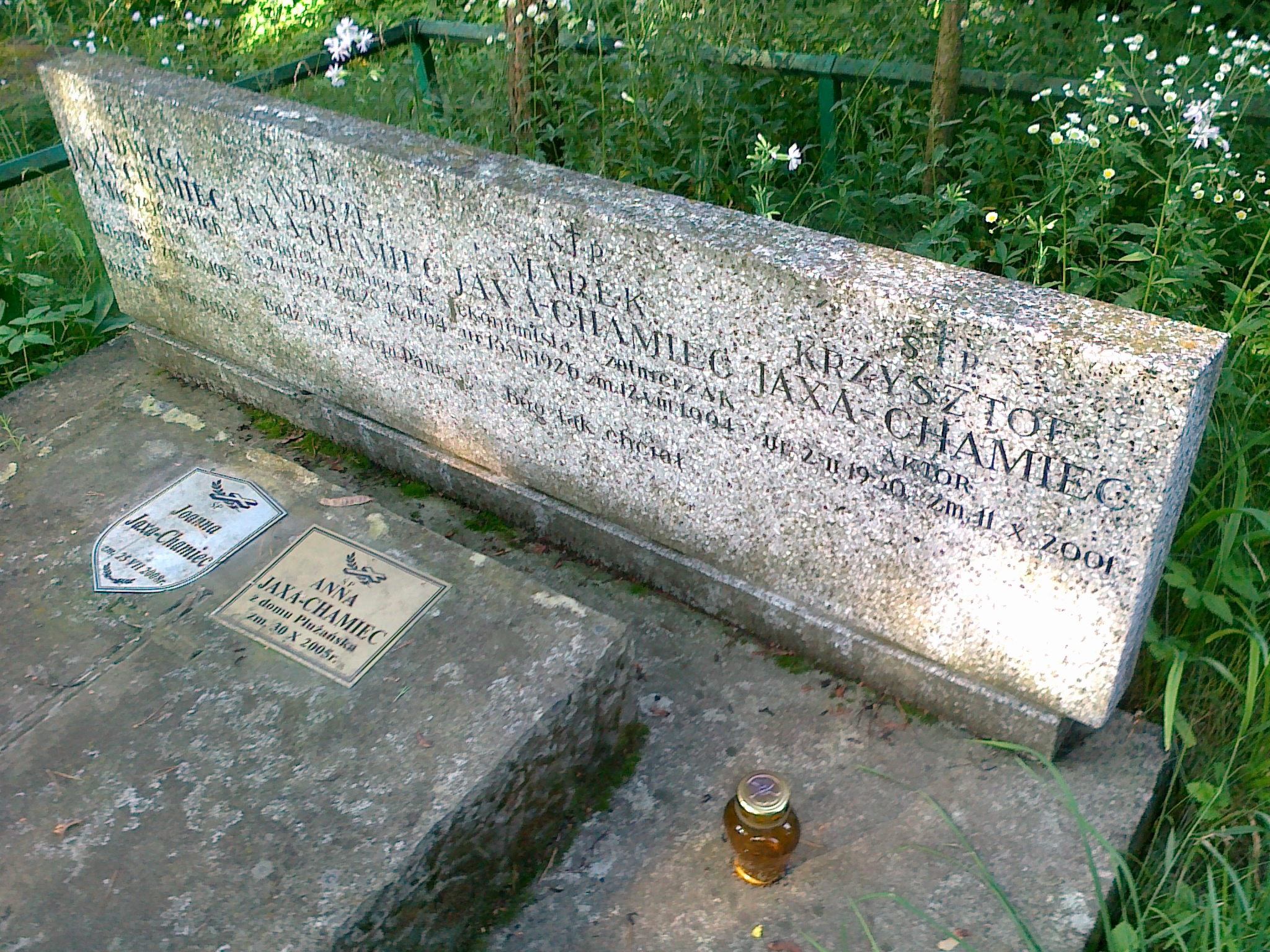
Grób Jadwigi Chamiec

Jadwiga Chamiec (ur. 15 października 1900 w Gumowie, zm. 30 października 1995 w Warszawie) – polska pisarka, autorka książek i słuchowisk radiowych dla dzieci i młodzieży. 

## Życiorys
Od 1917 studiowała na Wydziale Humanistycznym Wolnej Wszechnicy Polskiej w Warszawie. Debiutowała w 1936 w piśmie "Tygodnik Kobiety" nowelą pt. Gałązka jemioły. Współpracowała z Armią Krajową. Od 1949 publikowała na łamach tygodnika "Płomyk" i "Płomyczek" utwory dla dzieci i młodzieży.
Autorka kilkunastu książek dla dzieci i młodzieży (dwie z nich napisała z córką, Anną Chamiec) oraz opowiadań i powieści dla dorosłych a także kilkudziesięciu słuchowisk radiowych, m.in.: Scherzo z tamtych lat (1962), Baśka z ulicy Rybnej (1964), Za szumnym Dniestrem, na Cecorskim polu (1967), Gniew ludu (1968), Jego królewska mość Cukier I (1968), Trucizna niewoli (1968), Romeo i Julia (1970), Szlakiem dawnych wspomnień (1971), O roku ów (1972), Bohater o trzech obliczach (1975), Grecka Olimpiada (1975), Skądże ty kasztelanicu? (1976), Taka była prawda (1977), By się ojczyźnie dobrze działo (1978), Trójkolorowa kokarda (1979).
Była członkiem Związku Literatów Polskich (1952–1983) i Stowarzyszenia Pisarzy Polskich (1989–1995). W 1970 otrzymała Krzyż Kawalerski Orderu Odrodzenia Polski.

## Życie prywatne
Była córką Adama Mierzejewskiego i Józefy z domu Oxińskiej. W 1919 poślubiła Bronisława Jaxa-Chamca i zamieszkała na Wołyniu. Miała czworo dzieci: Andrzeja, Marka, Krzysztofa (1930–2001) i Annę (siostra zakonna). W czasie II wojny światowej przebywała wraz z rodziną na Lubelszczyźnie, w Prawiednikach. Po 1945 mieszkała w Bystrzycy Kłodzkiej. Pracowała, jako nauczycielka języka polskiego i francuskiego. W latach 1949–1953 mieszkała we Wrocławiu, gdzie pracowała m.in. w szkołach oraz Państwowym Ośrodku Szkolenia Zawodowego Ministerstwa Przemysłu Budowlanego. W 1953 przeniosła się na stałe do Warszawy. Mieszkała przy ul. Paryskiej, na Saskiej Kępie.
Została pochowana w grobowcu rodzinnym na cmentarzu w Krężnicy Jarej, k. Lublina.

## Nagrody i wyróżnienia
- I nagroda w konkursie zamkniętym Ministerstwa Kultury i Sztuki na utwór sceniczny (za Rebelię historyczną; 1951)
- Nagroda w konkursie Ministerstwa Kultury i Sztuki na widowisko teatralne (za Zdarzenie; 1954)
- Nagroda Prezesa Rady Ministrów za twórczość artystyczną dla dzieci i młodzieży (1979)